# Lady on a Train
Lady on a Train (Brasil: A Dama Desconhecida ) é um filme norte-americano de 1945, do gênero suspense, dirigido por Charles Davis e estrelado por Deanna Durbin e Ralph Bellamy.
Lady on a Train mostra a soprano Deanna Durbin em um papel diferente, com maior peso dramático, como já acontecera em Christmas Holiday (1944). Ainda assim, há espaço para a estrela das comédias ingênuas da Universal cantar, entre outras, a clássica Silent Night.
Fãs de faroestes B talvez reconheçam o futuro astro do gênero Lash LaRue, em um breve e não creditado papel de garçom.

## Sinopse
Nikki Collins, jovem apaixonada por histórias de mistério, presencia um assassinato da janela do trem em que estava. Ela conta o que viu para a polícia, mas não é levada a sério. Desesperada, pede ajuda a Wayne Morgan, que escreve... histórias de mistério. Daí em diante, Nikki envolve-se com a família da vítima e até chega a ser vista como sua namorada cantora. Risos e calafrios mais tarde, o assassino é finalmente desmascarado.

## Premiações
| Patrocinador                                  | Prêmio | Categoria             | Situação |
| --------------------------------------------- | ------ | --------------------- | -------- |
| Academia de Artes e Ciências Cinematográficas | Oscar  | Melhor Mixagem de Som | Indicado |

## Elenco
| Ator/Atriz            | Personagem           |
| --------------------- | -------------------- |
| Deanna Durbin         | Nikki Collins        |
| Ralph Bellamy         | Jonathan Waring      |
| David Bruce           | Wayne Morgan         |
| George Coulouris      | Senhor Saunders      |
| Allen Jenkins         | Danny                |
| Dan Duryea            | Arnold Waring        |
| Edward Everett Horton | Senhor Haskell       |
| Jacqueline deWit      | Senhorita Fletcher   |
| Patricia Morison      | Joyce Willams        |
| Elizabeth Patterson   | Tia Charlotte Waring |
| Maria Palmer          | Margo Martin         |
| Samuel S. Hinds       | Senhor Wiggam        |
| William Frawley       | Policial Christie    |
| Thurston Hall         | Josiah Waring        |
| Ben Carter            | Maxwell              |